# Esséniens
Les Esséniens ou Essènes, du grec ancien Ἐσσηνοί (essēnoí), Ἐσσαῖοι (essaíoi), ou Ὀσσαῖοι (ossaíoi) sont un mouvement du judaïsme de la période du Second Temple qui a prospéré à partir du IIe siècle av. J.-C. et dont l'existence est attestée au Ier siècle en Judée.
Au Ier siècle, les esséniens sont mentionnés dans Apologia pro Judaeis (« Apologie en faveur des Juifs ») et Quod omnis probus liber sit (« Tout homme vertueux est libre ») de Philon d’Alexandrie (v.12 av. J.-C. – v.54), dans la Guerre des Juifs et les Antiquités judaïques de Flavius Josèphe (v.37 – v.100), ainsi que dans une courte notice figurant dans l'Histoire naturelle de Pline l’Ancien (23 – 79). Le philosophe et chroniqueur judéo-alexandrin Philon et l'historien judéo-romain Josèphe rapportent qu'il existait des esséniens en grand nombre, et que plusieurs milliers vivaient dans la Judée romaine. Pour Flavius Josèphe, les esséniens sont la « troisième secte » de la société juive de Palestine, avec les pharisiens et les sadducéens. Il décrit les esséniens comme des communautés d'ascètes, volontairement pauvres, pratiquant l'immersion quotidienne et l'abstinence des plaisirs du monde.
Les esséniens ont acquis une renommée dans les temps modernes à la suite de la découverte près de Qumrân, à partir de 1947, d'un vaste groupe de documents religieux connus sous le nom de « manuscrits de la mer Morte », dont une centaine — « sur 870 » — pourraient être esséniens, ou d'un mouvement proche se donnant, dans une trentaine de manuscrits, le nom de Yahad (« Unité », « Alliance »). Toutefois, cette identification ne fait pas consensus.

## Sources, dénomination et étymologie
L’origine du terme « essénien », pour lequel une dizaine d'étymologies a été proposée, n’est pas connue, ou reste obscure,.
Le terme « essénien » n’est mentionné dans aucun des manuscrits de la mer Morte, ni dans le Nouveau Testament, ni dans l'immense littérature talmudique,. Au Ier siècle, les éléments connus sur ce groupe viennent de Flavius Josèphe (v.37-v.100) et de Philon d'Alexandrie (v.12 av. J.-C. – v.54), et il existe aussi une courte mention au sujet d'esséniens célibataires « retirés au-dessus d'Engaddi, au bord de la mer morte » chez Pline l’Ancien (23-79),.
Après que les manuscrits de la mer Morte découverts aux alentours de Khirbet Qumrân eurent été attribués « aux esséniens », cette dernière mention est devenue très célèbre. Flavius Josèphe, Philon d'Alexandrie et Pline l'ancien les mentionnent sous des noms différents : Ἐσσηνοί (essēnoí), Ἐσσαῖοι (essaíoi) ou Ὀσσαῖοι (ossaíoi) et qu'on rassemble sous le nom d'esséniens. Au IVe siècle, l'évêque chrétien Épiphane de Salamine, spécialiste des « hérésies », c'est-à-dire des autres groupes religieux proches du christianisme, utilise la forme Ὀσσαῖοι (ossaíoi) pour désigner le groupe à qui Elkasaï a prêché pour former les elkasaïtes, qu'il désigne par ailleurs sous l'appellation de communautés « osséennes » ou « sampséennes ».
Pour André Dupont-Sommer, le radical dont est formé le mot « essénien » (Ἐσσηνοί (essēnoí) ou Ἐσσαῖοι (essaíoi)) « est manifestement « ess- », qui transcrit sûrement un mot sémitique. »

### Philon et Flavius Josèphe
« C'est Philon d'Alexandrie qui nous a laissé les deux notices les plus anciennes sur la secte essénienne. L'une se lit dans son traité intitulé Quod omnis probus liber sit (§§ 75-91) ; l'autre dans son Apologie des Juifs, livre aujourd'hui perdu, mais dont Eusèbe de Césarée, dans la Preparatio evangelica (livre VIII, chap. XI), a conservé le passage sur les Esséniens. La date exacte de ces deux notices n'est pas connue. »
Les récits de Philon sont très proches de ceux de Josèphe (Gu. II, VIII, 2-13 ; Ant. XVIII, I, 5). Il est possible qu'ils aient utilisé tous deux, au moins pour une part, une source commune.

## Les données relatives aux esséniens
Suivant l'historien André Paul, Philon d'Alexandrie, Flavius Josèphe et Pline l'Ancien et, à leur suite, les Pères de l'Église attestent l'existence des esséniens et « évoquent à leur façon les mouvements baptistes de l'Antiquité pré-chrétienne ».
L’œuvre de Flavius Josèphe s’adresse à un public romain auquel il souhaite faire connaître la nation juive dont il fait partie. À deux reprises, il situe les esséniens comme étant la « troisième secte » de la société juive de Judée, aux côtés des pharisiens et les sadducéens. Pour Josèphe, ces trois grands courants religieux juifs apparaissent au « milieu du IIe siècle av. J.-C., lorsque Jonathan Maccabée reçoit la charge du grand sacerdoce (-152) ». Il classe à part ce qu'il appelle la « quatrième philosophie », le mouvement « galiléen », dont il est très difficile de comprendre s'il l'identifie au futur mouvement sicaire ou zélote. Selon lui, les esséniens vivaient dans des villes différentes, mais rassemblés dans la vie communale consacrée à l'ascèse, volontairement pauvres, pratiquant l'immersion quotidienne et l'abstinence des plaisirs du monde, y compris — pour certains groupes — le célibat. Ces groupes sont désignés collectivement par les différents spécialistes sous le nom d'« esséniens ». Josèphe rapporte qu'il existait des esséniens en grand nombre, et que des milliers vivaient dans la Judée romaine. Philon d'Alexandrie parle de « plus de quatre mille » essaioi vivant en « Syrie palestinienne », « dans de nombreuses villes de Judée et dans de nombreux villages et groupés en grandes sociétés comprenant de nombreux membres ». Josèphe reprend ce même nombre, sur une population totale évaluée à 1,5 ou 2 millions d'habitants au temps d'Hérode.
Josèphe présente les esséniens comme vertueux — imitant Philon d'Alexandrie — en insistant sur les détails qui semblent « exotiques » pour ses lecteurs romains. Son témoignage est intéressant, car Josèphe indique qu'il a personnellement fréquenté ce mouvement. Les esséniens étaient « plus ascétiques et plus ésotériques que les Pharisiens ou les Sadducéens, et cela les rendait plus intéressants pour l'ancien public hellénisé à qui s'adressaient Flavius Josèphe et Philon d'Alexandrie. Ainsi, si cette communauté était plus réduite que les deux autres (selon ces deux auteurs, elle comptait environ 4 000 membres), ils la décrivent plus en détail. » Flavius Josèphe « nous apprend que les esséniens exerçaient leur don de divination et de prophétie de préférence sur les textes sacrés eux-mêmes. À l'aide d'exégèses subtiles, ils en recherchaient les sens cachés, qui leur révélaient l'avenir ». Dans ses livres, il mentionne aussi « trois prophètes esséniens : Judas sous le règne d'Aristobule Ier (-104 à -103), Menahem sous Hérode le Grand (-40 à -4), et Simon sous Hérode Archélaos (-4 à +6) ». Il « rapporte plusieurs prédictions qui auraient été faites par des Esséniens en diverses circonstances et qui se seraient réalisées (Antiquités judaïques, XIII, 11, 2 ; XV, 13, 5 ; XVII, 13, 3). »
« Pour Philon, les Esséniens sont des juifs. Ils composent une société idéale, habitant les campagnes et fuyant les villes considérées comme des lieux de perdition. Vivant sans argent, ce sont des modèles de piété et de sainteté : ils renoncent aux richesses et vanités de ce monde, partagent tout, ne fabriquent ni n'utilisent d'armes, ne parlent pas sans rien dire. » Au IVe siècle, Eusèbe de Césarée suit de près Philon, mais s'en éloigne parfois aussi. Ainsi, pour lui, les esséniens ne sont pas nécessairement juifs.

## La localisation des esséniens par les auteurs antiques
Selon Flavius Josèphe, les esséniens étaient installés « non pas dans une seule ville », mais « en grand nombre dans toutes les villes »,. Philon d'Alexandrie parle de « plus de quatre mille » essaioi vivant en « Syrie palestinienne, », et aussi, « dans de nombreuses villes de Judée et dans de nombreux villages et groupés en grandes sociétés comprenant de nombreux membres ». Les esséniens formaient à l'intérieur des villes juives de Palestine des communautés soudées et fermées. Ceux dont parle Pline l'Ancien se trouvent « sur la côte ouest de la Mer Morte, bien loin du rivage… [au-dessus] de la ville d'Engaddi »,.
Flavius Josèphe fait référence à une « porte des esséniens » dans sa description du parcours « du plus ancien » des trois murs de Jérusalem, qu'il situe sur le mont Sion qui, à l'époque, désigne la colline de l'Ophel situé au sud du mont du Temple. Il y avait peut-être une communauté essénienne dans ce quartier de la ville.

## Les ruines de Qumrân, leYahadet les esséniens

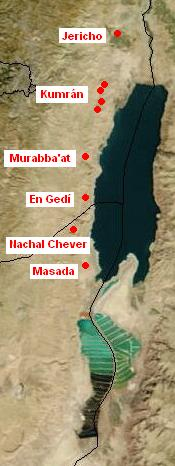
Localisation de Qumrân, d'Engaddi, de Massada, du Nahal Hever (grottes), de Murabba'at (grotte), de Jéricho, où des manuscrits de la même époque ont été trouvés, parfois dans des grottes.

### Les manuscrits de la mer Morte
En 1948, le professeur Eleazar Sukenik a été, avant même la découverte des premières grottes à manuscrits de Qumrân, le premier à suggérer que les auteurs des sept premiers rouleaux achetés à des bédouins pouvaient être ces esséniens, mentionnés dans la littérature ancienne. André Dupont-Sommer est aussi parvenu aux mêmes conclusions à la même époque. En faisant une analyse précise de différents textes, dont le Document de la Nouvelle Alliance au pays de Damas, il arriva à la conclusion que le Maître de Justice était encore en vie peu avant la prise de Jérusalem par les Romains en -63 et que cet écrit qui relatait ces événements avait été rédigé entre -63 et -48.
Par la suite en 1952, après la découverte des cinq premières grottes (« sur 11 ») aux alentours de Khirbet Qumrân et après avoir d'abord daté les manuscrits de l'époque hellénistique (v. 330 - v. 165 av. J.-C.), le père Roland de Vaux attribua ces écrits aux habitants du site, qui auraient été les fondateurs du mouvement essénien et qu'il voyait comme une communauté retirée, avec un scriptorium où avaient été édités les manuscrits de la mer Morte. « Roland de Vaux et d'autres avec lui s'efforcèrent de montrer que l'établissement de Qumrân abritait une « communauté » d'ascètes qui s'adonnaient à des bains rituels fréquents, à la prière et aux repas en commun, à l'étude des livres saints et à l'écriture. En bon religieux, il identifia même un scriptorium — ce qui relève de l'équipement monastique médiéval. » Cette vision, relayée avec brio et érudition par André Dupont-Sommer est appelé « modèle standard », notamment par les chercheurs qui contestent sa validité,. La thèse de Roland de Vaux et de ses collègues de l'École biblique de Jérusalem comporte pourtant une différence essentielle avec celle de Dupont-Sommer : elle place l'accession du Maître de Justice à la tête de « la secte » vers -175, un siècle avant les conclusions auxquelles était parvenue Dupont-Sommer par son étude attentive des textes. Cette présentation a eu un immense succès et n'a commencé à être sérieusement contestée que dans les années 1990, lorsqu'à la suite de diverses actions des chercheurs spécialistes du sujet, ceux-ci sont enfin parvenus à accéder aux textes de l'ensemble des manuscrits. Depuis, on a constaté qu'aucun lien n'a pu être établi entre le site de Qumrân et les manuscrits. Aujourd'hui, la majeure partie des chercheurs s'interrogent sur la nature de ce lien, voire sur son existence, à part la proximité de certaines grottes.
Avec la découverte des manuscrits de la mer Morte en 1947-1956 dans onze grottes situées aux alentours des ruines, 870 manuscrits ont été reconstitués à partir de plusieurs dizaines de milliers de fragments. La plupart ont été écrits sur parchemin et une centaine sur papyrus. Un peu moins de 15 % sont écrits en araméen, la langue courante du pays depuis l'occupation perse. L'immense majorité est en hébreu, la langue littéraire et doctrinale que l'on disait « sainte ». Certains des manuscrits sont en grec, l'idiome de la diaspora hellénique. Certains des textes hébraïques ont une écriture cryptée qui a bien sûr été décodée,. À l'exception d'une douzaine, les 870 rouleaux – ou fragments de rouleaux – ont été copiés par des scribes différents.

### Leyahadet l'essénisme
Une trentaine de manuscrits de la mer Morte mentionnent le Yahad « unité, alliance », mouvement religieux derrière lequel bon nombre de chercheurs reconnaissent les esséniens, ou l'un des quatre courants de l'essénisme mentionnés par Hippolyte de Rome. Dans d'autres manuscrits qui ne mentionnent pas le yahad, on repère un vrai système de mots ou de formules qui les font classer également parmi les écrits sectaires. Ils sont à eux tous une bonne centaine.
De nombreux points de convergence entre la description des esséniens chez les auteurs antiques et la doctrine décrite dans les manuscrits semblent effectivement permettre d'identifier avec eux les membres de la communauté du Yahad. Dans la Règle de la communauté aussi appelée Manuel de discipline, il est indiqué que les nouveaux arrivants doivent remettre leurs biens à l'Inspecteur, ce qui peut être relié à la description des esséniens par Flavius Josèphe qui écrit que « ceux qui entrent dans la secte transfèrent leurs biens à l'ordre (Guerre des Juifs, II, 122) ». « Les Esséniens insistent sur le rôle du destin, de la divine providence, en toutes choses, alors que les Pharisiens et les Sadducéens font une certaine place au libre arbitre (Antiquités judaïques, XIII, 171-173) ; la doctrine de la prédestination apparaît souvent dans les manuscrits. » Les nouveaux adhérents doivent faire la preuve de leur adhésion au mode de vie essénien pendant un an, suivi par une période de test de deux ans pendant lesquels ils n'ont pas encore tous les droits des membres à part entière. Deux périodes d'essai assez semblables se trouvent dans la « Règle » mais la seconde n'est que d'un an au lieu de deux.
Toutefois, d'autres éléments ont étonné les chercheurs. Sur certains points, les membres du Yahad ont les mêmes pratiques que les Sadducéens, alors que jusque-là, la critique historique estimait qu'il fallait rattacher les esséniens aux Pharisiens. Ce qui a conduit à la révision de ce point de vue. Un autre élément est carrément contradictoire avec les sources au sujet des esséniens (Josèphe, Philon) : les membres du Yahad sont littéralement obsédés par les « féroces Kittim », derrière lesquels on reconnaît aisément les Romains,, et de nombreux écrits parlent de guerres apocalyptiques (en) qu'il faudra mener contre eux. La Règle utilise même « une terminologie militaire très marquée », les volontaires y sont « organisés en groupes par milliers, centuries, cinquantaines et décuries ». Ce « mode d'organisation est celui utilisé dans la guerre sainte menée par Moïse et Josué quand Israël attaqua pour la première fois les Cananéens ». Or, dans leurs descriptions idéalisées des esséniens, Philon d'Alexandrie et Flavius Josèphe insistent sur l'aspect que l'on pourrait qualifier de « non-violent » de leur doctrine, les conduisant même jusqu'à refuser de posséder des armes. Lorsqu'ils voyageaient, les esséniens n'emportaient que des armes défensives. Les guerres apocalyptiques qu'il va falloir mener, selon plusieurs écrits du mouvement du Yahad, sont conduites par le Messie – ou par deux messies successifs – et ont pour but d'instaurer le Royaume de Dieu.

### Les différentes «sectes» existantes auIersiècle

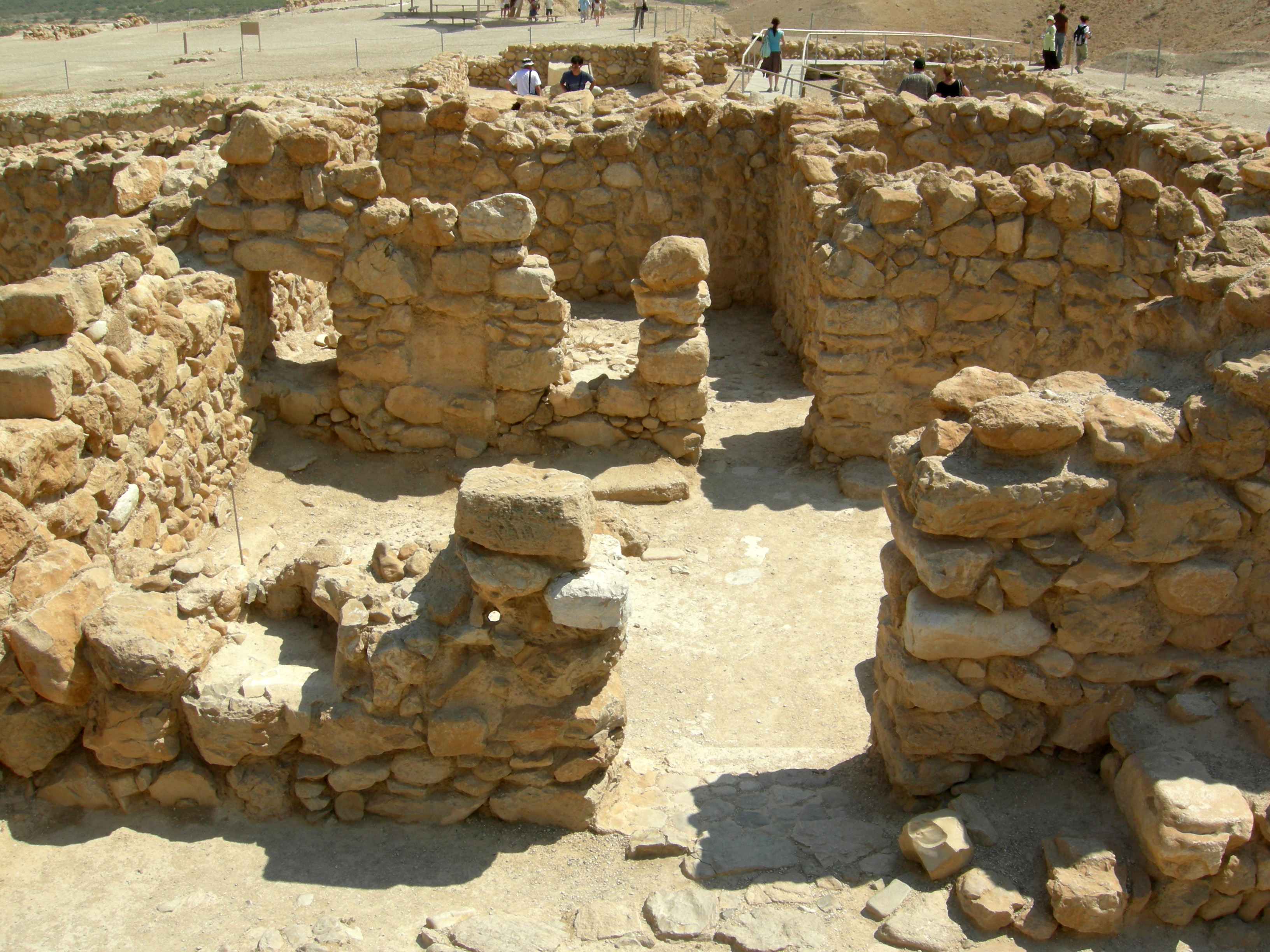
Ruines de ce qui a probablement servi de pièces d'habitation sur le site de Qumrân.

La structure de la société juive à la fin de la période du Second Temple était plus complexe que la division en trois groupes proposée par Flavius Josèphe. Plusieurs mouvements plus ou moins sectaires cohabitaient, tout en se divisant sur l’interprétation de la Torah et sur la manière de réagir face à l’hellénisation. L'étude attentive des écrits de Josèphe montre que le nombre de groupes et de tendances étaient en fait très nombreux. Josèphe fait lui-même état d'un groupe qu'il appelle Quatrième philosophie, ainsi que de Sicaires et de Zélotes, dont on ne sait s'il s'agit des noms internes et externes du même mouvement. Le Talmud et d'autres sources juives font état par exemple d'une opposition entre disciples d'Hillel et de Shammaï, qu'il est bien difficile de reconnaître parmi les groupes décrits par Flavius Josèphe. Même s'il faut prendre le témoignage des Pères de l'Église avec précaution, au IIe siècle des auteurs chrétiens comme Justin de Naplouse, ou Hégésippe, énumèrent au moins quatre sectes juives existant à l'époque de Jésus, en plus des trois traditionnelles selon Josèphe. Parmi celles-ci, les Hémérobaptistes et les Masbothéens sont des Baptistes que Josèphe évoque avec le personnage de Bannos ou celui de Jean le Baptiste, mais qui n’apparaissent en aucune façon dans les événements politiques après le renvoi de Ponce Pilate (fin 36) et en particulier lors de la Grande révolte juive de 66 - 74. Il en est de même pour le mouvement Nazôréen (notzrim en hébreu), créé par Jésus de Nazareth et dont la littérature chrétienne témoigne pourtant de la vigueur dès les années 50 dans la Judée (province romaine).
Une version de ce qui semble être la notice utilisée par Flavius Josèphe trouvée dans un texte attribué à Hippolyte de Rome (Réfutation de toutes les hérésies, IX, § 26) pourrait être une des clefs du problème. Dans celle-ci, à l'endroit où le texte de la Guerre des Juifs sur les esséniens rapporte leur division en « quatre lots » ou « quatre classes », on trouve la définition des « quatre catégories » d'esséniens. Parmi celles-ci, tant les Sicaires que les Zélotes — qui sont présentés comme les deux noms du même groupe — et ce qui semble être la Quatrième philosophie, sont issus du mouvement essénien, qui se serait séparé en quatre tendances,.
Dans ce contexte, la « secte du Yahad » peut être l’un de ces groupes. Il est même possible que le Yahad soit les esséniens, ou l'une de ses quatre tendances. Mais ils ne s’identifient pas nécessairement avec la description simpliste et apologétique de Flavius Josèphe. De nombreux chercheurs estiment aussi que la vision de Roland de Vaux et le « modèle standard », qui font d'un petit groupe de sectaires repliés à Qumrân les auteurs ou les scribes de la quasi-totalité de la littérature apocalyptique juive, ne peut plus être soutenue aujourd'hui, tant au regard du contenu des textes que des découvertes archéologiques effectuées depuis l'énoncé de sa thèse.

### Le messianisme duYahad
Dans les plus anciens textes à contenu messianique, trois figures eschatologiques séparées sont attendues par la communauté : un prophète, un Messie-royal et un Messie-sacerdotal ; « ou encore un Prophète, un Messie d'Israël et un Messie d'Aaron (1QS IX, 11 ; Règle de la Communauté ou Manuel de discipline). » Mais le Prophète doit intervenir antérieurement aux deux autres dont il doit annoncer la venue. Seuls les figures royales et sacerdotales sont de véritables Messies. Le messianisme de la secte est donc bicéphale. Les conceptions messianiques de « la secte » évoluèrent toutefois. « La communauté se mit à attendre un messie unique, à la fois sacerdotal et royal. »

### Parenté entre le mouvement créé par Jésus et leYahad
Qu'on les appelle « adeptes de la Voie » comme dans les Actes des Apôtres, ou notzrim (Nazôréens) comme leurs adversaires notamment Pharisiens, ou qu'on les appelle d'un tout autre nom, au Ier siècle les partisans de Jésus sont des Juifs et ceci encore plus en Palestine. Tout comme les membres du Yahad, ils ne se distinguent guère des autres Juifs, si ce n'est par quelques pratiques et conceptions qui leur sont propres. En particulier, l'Église de Jérusalem, dirigée par Jacques le Juste et dont les apôtres Pierre et Jean de Zébédée étaient « des colonnes » importantes, observait les prescriptions de la Torah de façon fidèle. Certaines des idées et des pratiques qui distinguaient le mouvement créé par Jésus des autres « sectes » juives semblent très proches de celles du Yahad ou des esséniens,.

#### Idées communes
En supposant que les auteurs des manuscrits soient « des esséniens », un nombre important de critiques estiment que « l'existence d'un essénisme chrétien », ou essénisme nazaréen, « relève de l'éventualité envisageable ». « D'abord parce qu'il existe une parenté indéniable entre les mouvements baptistes, dont celui de Jean le cousin de Jésus et le nazaréisme primitif. Ensuite parce qu'on retrouve tout un ensemble d'idées communes aux milieux esséniens ou péri-esséniens et à la « communauté johannique », enfin parce que l'on a identifié une parenté d'idées entre ces mêmes milieux des écrits de la mer Morte et l'Épître aux Hébreux. » De même, la Didachè et l'Épître de Barnabé, un temps incluses dans le canon du Nouveau Testament, « reprennent à leur manière la thématique des deux voies, celle du bien et celle du mal, qui figure déjà dans le Manuel de discipline » retrouvé à Qumran. Certains critiques émettent l'hypothèse que l'Épître aux Hébreux incluse dans le Nouveau Testament « pourrait avoir été adressée à des esséniens s'étant agrégés au courant nazaréen, de même que d'autres les retrouvent à Kokaba « au pays de Damas » où ils auraient rejoint les disciples du Nazaréen. »
On trouve aussi dans les deux mouvements une exaltation du « désert » et des expressions comme celle des « pauvres en esprit » est présente à la fois dans le passage de l'évangile selon Matthieu appelé « les Béatitudes » et dans certains fragments retrouvés à Qumrân où elle désigne les fidèles observateurs de la loi. De plus, le terme de nosri apparaît à plusieurs reprises dans les textes du mouvement du Yahad, notamment dans les Hymnes, pouvant symboliser la communauté de la Nouvelle Alliance. Le sens du mot était gardien et associé à Yahad (unité, alliance) pouvait se traduire par « gardien de [la nouvelle] Alliance ». C'est la formulation qu'utilise le christianisme qui énonce qu'avec la venue de Jésus, une « Nouvelle Alliance » a été formée avec Dieu. Les Nazôréens-Ébionites se désignent aussi par plusieurs des noms qu'utilise le Yahad, par exemple : « Nouvelle Alliance », « La Voie », « Les Pauvres ». On trouve d'ailleurs ces mêmes noms dans le Nouveau Testament.

#### Attente messianique très proche
Le Maître dont les membres du Yahad attendent le retour — peut-être le « Maître unique » du Document de la Nouvelle Alliance au pays de Damas (4Q175) — semble être doté des mêmes caractéristiques que celles attribuées à Jésus dans les Évangiles et dans d'autres textes chrétiens antiques. Initialement, le Yahad attendait la venue de trois figures eschatologiques séparées : un prophète, un Messie-royal et un Messie-sacerdotal dans un messianisme qui était bicéphale car le Prophète juif devait intervenir antérieurement aux deux autres dont il devait annoncer la venue. Seules les figures royales et sacerdotales sont de véritables messies. Toutefois, ses conceptions évoluèrent, au Ier siècle, l'Alliance attendait le retour d'un messie unique, à la fois sacerdotal et royal. La collection de citations bibliques relatives à une figure messianique qu'a sélectionnées l'auteur de 4QTestimonia évoque non seulement ces trois figures appliquées à Jésus dans le Nouveau Testament, mais de plus, elle utilise les mêmes citations des mêmes œuvres bibliques. Ce testimonia est considéré comme prouvant la théorie selon laquelle il circulait en milieu palestinien, « encore plus parmi les premiers Chrétiens », des « recueils de citations scripturaires collationnées, combinées, élaborées et au besoin partiellement reformulées autour de thèmes précis et en particulier le thème messianique ». En milieu chrétien ou proto-chrétien, ces recueils comportaient surtout des citations ayant une portée messianique.
La Charte pour Israël durant les derniers jours (1QSa) « concerne un futur idéal appelé les « Derniers jours » ». Il contient la description d'un festin associé à la venue du « Messie d'Israël » auquel tout le peuple du Yahad prendra part durant cette phase prometteuse d'un nouveau millenium. Ce festin peut être comparé aux agapes des débuts du christianisme dont parlent certains auteurs chrétiens antiques comme Hippolyte de Rome. « Le lien entre ce repas et l'arrivée du Messie rappelle en outre dans l'imagerie chrétienne « Les Noces de l'Agneau », ce grand banquet où selon l'Apocalypse de jean, les croyants se joindront à Jésus une fois tout le mal vaincu (Ap. 19, 6-9). » « Le deuxième trait notable de cet écrit est sa possible référence dans 2:11 à Dieu comme « père » du Messie d'Israël, c'est-à-dire du chef guerrier qui devait surgir de la lignée de David. » Si la lecture initiale effectuée par plusieurs critiques est correcte, alors que ce passage a subi de graves dommages depuis, ce texte « décrit un personnage messianique qui est d'une façon particulière le fils de Dieu ». Une notion que l'on retrouve chez les premiers chrétiens appliquée à Jésus de Nazareth et qui jusque là avait semblé étrangère au judaïsme qui utilisait le terme de « Fils de Dieu » uniquement comme un titre métaphorique.

#### Organisations semblables
« Même avant la découverte des manuscrits de la mer Morte, les spécialistes avaient noté combien certaines idées et pratiques esséniennes ressemblaient à celles de la communauté primitive de Jérusalem telle qu'elle est décrite dans les Actes des Apôtres. » La plus marquante de ces similarités concerne la communauté des biens pratiquée selon les Actes (2, 44-45 ; 4, 32-35 et 36-37 ; 5, 1-11) par l'Église primitive de Jérusalem et celle qui caractérisait le mouvement essénien. Il semble « que l'Église primitive possédait un système de communauté ou de partage des biens similaire à celui des esséniens et inspiré par lui », même s'il ne « concernait sans doute pas tous les biens des nouveaux adhérents ». Les morts successives d'Ananie et Saphire après leur condamnation par l'apôtre Pierre montrent que, comme chez les esséniens, la dissimulation des biens était sévèrement punie dans l'Église primitive.
Il existe beaucoup d'autres parallèles entre les esséniens — ou l'une de leurs quatre tendances mentionnées par un texte attribué à Hippolyte de Rome — et la communauté primitive de Jérusalem. Certains sont pertinents à souligner dans la mesure où ils ne concernent pas des croyances ou des pratiques largement répandues à l'époque. Ainsi les esséniens, tout comme les nazôréens, méprisaient-ils les richesses et valorisaient la pauvreté. L'appellation les pauvres ('ebyônîm) qui désignaient parfois les auteurs des manuscrits dits « sectaires », était peut-être utilisée dans la communauté de Jérusalem.
Il est désormais généralement admis que l'évêque vient du mebaqer qui chez le Yahad dirige chaque communauté, le mot grec et le mot hébreu ayant la même signification et la fonction remplie par l'évêque à la naissance de l'église primitive correspond à celle du mebaqer, ce qui a conduit à nuancer le soupçon d'anachronisme qui pesait sur le titre d'évêque donné à plusieurs personnes dans le Nouveau Testament et dans diverses sources chrétiennes pour la période apostolique. « Les modalités de l'élection de Matthias dans le collège des Douze (Act. 1, 15-26) présentent aussi des analogies avec les pratiques » décrites dans les manuscrits.
Dans la Règle « le conseil de cette communauté comprend douze hommes et trois prêtres ». On a donc comparé la mission du Maître de Justice « à celle de Jésus, fondateur du collège des Douze et instaurateur de la « Nouvelle Alliance » (1 Co 11, 24 et Lc 22, 20) et cette dernière expression empruntée à Jérémie (31, 31), se lit aussi dans l'Écrit de Damas ». Les trois prêtres faisant penser aux trois « colonnes » dirigeant l'Église primitive qui selon une des lettres de Paul de Tarse étaient Jacques le Juste, Pierre et Jean de Zébédée.
Les similarités entre le repas communautaire des manuscrits et le repas eucharistique chrétien est aussi notable.

#### Mêmes références bibliques
En comparant le nombre de citations de chacun des livres de « l'Ancien Testament qui font l'objet de citations formelles de la part des auteurs du Nouveau Testament » « avec les chiffres les plus caractéristiques livrés par Qumrân, c'est-à-dire ceux des exemplaires retrouvés, on peut conclure que les goûts bibliques » des auteurs des évangiles et ceux du Yahad « devaient être assez semblables ». Outre les Psaumes, il s'agit notamment d'Isaïe cité 48 fois dans le Nouveau Testament.
Les deux mouvements ont aussi un goût prononcé pour la littérature apocalyptique. Il semble possible de faire remonter les traditions apocalyptiques aux prêtres sadoqites à l'origine du mouvement ayant produit les manuscrits de la mer Morte. Ces prêtres auraient « développé toute une série de cogitations centrées autour de l'idée du temple (heikalot) et du chariot divin (Merkabat) décrit en Esdras 1 ». Pour certains critiques, ils auraient produit l'essentiel de la littérature apocalyptique antérieure à la Grande révolte juive (66-70) que nous connaissons. Le mouvement proto-chrétien et chrétien a lui-même produit des œuvres apocalyptiques au Ier siècle au moment de la révolte et après sa défaite, dont les plus célèbres sont l'Apocalypse de Jean et les « petites apocalypses » que l'on trouve dans les évangiles synoptiques. C'est probablement aussi un nazôréen palestinien qui a écrit au Ier siècle le Livre d'Hénoch II qui a été conservé en langue slave. Dans le même genre apocalyptique, des fragments de Hénoch I en hébreu et en araméen ont été retrouvés parmi les manuscrits de la mer Morte. Avant cette découverte, Hénoch I n'était connu que par sa version éthiopienne composée dans des milieux chrétiens de cette région, à partir d'une version grecque. L'existence d'une version grecque considérée comme un texte de référence dans les milieux proto-chrétiens au Ier siècle est attestée « puisqu'on en trouve une citation dans l'Épître de Jude (14b-15) » qui figure dans le Nouveau Testament et censée avoir été écrite par le frère de Jésus de même nom. Pour François Blanchetière, « identifier purement et simplement le judéo-christianisme avec l'apocalyptique juive comme l'a fait le Cardinal Jean Daniélou est sans doute reconnaître l'importance de ce courant et le fait que la majorité des œuvres issues de ces milieux a été conservé uniquement parmi les chrétiens ». Si après la défaite de la Grande révolte juive (70) il n'avait existé que le seul mouvement rabbinique cette littérature aurait en effet disparu. Toutefois, Blanchetière estime qu'une « une telle représentation est manifestement réductrice ». L'assimilation du judéo-christianisme avec l'apocalyptique juive « avancée par Daniélou ne peut donc être maintenue purement et simplement ».
Le  pesher un genre littéraire que semble avoir inventé le Yahad, utilise massivement les livres prophétiques ou des portions de la Torah qui citent un prophète, ou les Psaumes car ils sont réputés avoir été écrits par David, un prophète. Cette tendance littéraire « tout prophétique » se retrouve chez les auteurs du Nouveau Testament et le procédé utilisé dans les peshers : citation d'un prophète, suivie de l'interprétation introduite par une phrase comme « ce qui veut dire (tout' estin) » se rencontre dans certaines lettres de l'apôtre Paul de Tarse, notamment dans l'Épître aux Romains en 9, 6-13 et en 10, 4-17. « Il faut souligner que trois écrits non retenus dans la Biblia Hebraica mais conservés dans la Bible chrétienne par le canal de la Septante » figurent dans les écrits bibliques retrouvés à Qumrân. La découverte de Qumrân montre que leur langue originale était bien l'hébreu, et que ce n'est donc parce qu'ils ont été composés en grec comme on le croyait jusqu'alors, qu'ils ont été exclus du canon biblique établi par le judaïsme rabbinique dominé par les héritiers des pharisiens, qui semblent être les pires ennemis des auteurs des manuscrits sous le nom symbolique de « Chercheurs de flatteries ».

### Parenté entre les esséniens et le Bouddhisme

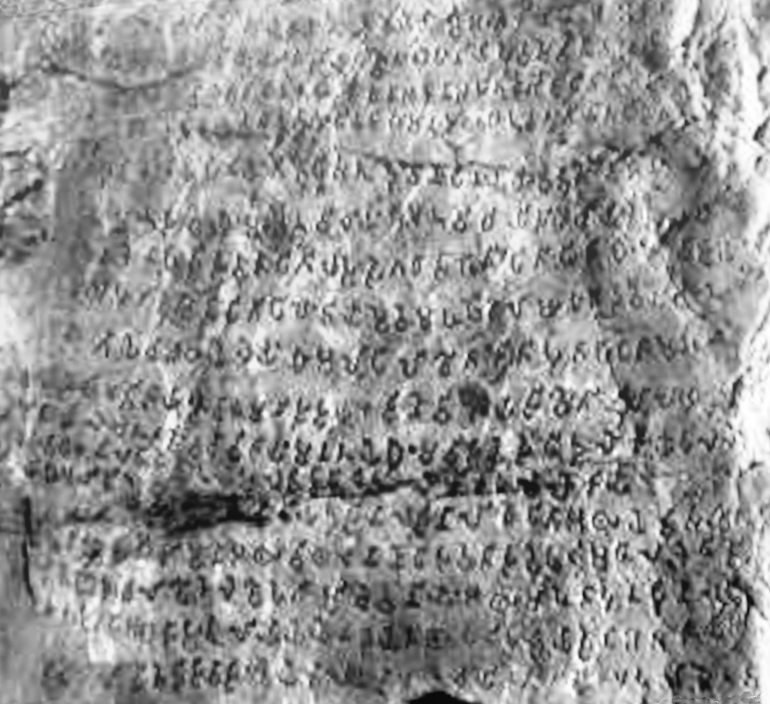
La deuxième partie de l'Édit no 13 d'Ashoka de l'inscription de Khalsi (inscription sud), avec la mention des rois hellénistiques Antiochos II, Ptolémée II, Antigone II Gonatas, Magas de Cyrène et Alexandre II d'Épire, qui auraient reçu la prédication du Dharma au.

Au IIIe siècle av. J.-C., l'empereur indien Ashoka affirme dans l'Édit no 13 d'Ashoka avoir envoyé des émissaires à l'Ouest pour transmettre sa doctrine morale du "Dharma", dans les royaumes situés à l’ouest de son empire, de la Bactriane jusqu’au bassin méditerranéen. Des inscriptions, en particulier dans l'edit no 13 d'Ashoka, font notamment référence à des souverains de l’époque hellénistique, héritiers des conquêtes d’Alexandre le Grand. L’édit sur roche nºXIII mentionne ainsi Antiochos II, Ptolémée II, Antigone II Gonatas, Magas de Cyrène et Alexandre II d'Épire.

« Maintenant, c'est la conquête par le Dharma que l'Aimé-des-Dieux (Ashoka) considère comme la meilleure conquête. Et celle-ci (la conquête par le Dharma) a été gagnée ici, sur les frontières, et même à 600 lieues d'ici, là où règne le roi Antiochos, et au-delà où règnent les quatre rois Ptolémée, Antigone, Magas et Alexandre, de même au sud, où vivent les Cholas, les Pandyas, et aussi loin que Tamraparni. »

— Edit N°13 d'Ashoka, Inscription de Khalsi (S. Dhammika)
On ne sait pas quelle a été l'influence de ces émissaires sur le monde grec. Certains spécialistes pensent que des communautés bouddhistes ont émergé à partir du règne d'Ashoka, notamment à Alexandrie (cette communauté étant mentionnée quatre siècles plus tard par Clément d'Alexandrie). Les esséniens de Palestine et les Thérapeutes d'Alexandrie seraient des communautés fondées sur le modèle du monasticisme bouddhique : selon André Dupont-Sommer, « C'est l'Inde qui serait, selon nous, au départ de ce vaste courant monastique qui brilla d'un vif éclat durant environ trois siècles dans le judaïsme même ». Cette influence serait même contributrice, toujours selon André Dupont-Sommer, de l'émergence du christianisme : « Ainsi s'était préparé le terrain où prit naissance le Christianisme, cette secte d'origine juive, essénienne ou essénisante, qui devait si vite et si puissamment conquérir une très grande partie du monde. »

## Les différentes thèses
L'éclatement du « modèle standard », ou ce qu'André Paul appelle l'éclatement du dogme de Qumrân, rend très difficile de rendre compte de l'état de la recherche. Un nombre important de chercheurs remettent en question ce modèle et estiment notamment que les 870 manuscrits n'ont pas pu être écrits, ni même copiés, à Qumrân et, qu'entre autres, les plus de 800 écritures individuelles différentes, impliquant que plus de 800 scribes ont défilé sur le site pour ne copier qu'un seul manuscrit, rendent caduc cet élément du « modèle standard ». De plus, il y a un consensus chez les archéologues pour dire que Qumrân a eu une destination militaire du moment de sa construction au milieu du IIe siècle av. J.-C., au moins jusqu'à ce qu'une attaque ou un tremblement de terre intervenu dans la période hérodienne conduise à son abandon, car la muraille avait été endommagée. Le site est réoccupé par la suite, semble-t-il après la mort d'Hérode le Grand. Il connait alors une extension et d'importants aménagements hydrauliques. Toutefois, ce modèle est toujours défendu par quelques chercheurs, notamment chez les « qumranologues » historiques.
Un grand nombre de critiques font remarquer que, malgré les efforts déployés pendant 60 ans, il n'y a toujours pas la moindre preuve d'un rapport entre les manuscrits et le site, si ce n'est sa proximité. Ils estiment donc qu'il faut étudier les manuscrits indépendamment de toutes déductions faites à partir du site de Qumrân.

### Modèle standardversusdiverses hypothèses
Outre l'hypothèse essénienne, le « modèle standard » est composé de deux autres grands volets : « l'hypothèse anti-hasmonéenne qui a trait aux origines historiques du mouvement essénien et l'hypothèse du « berceau » qui concerne le lien existant entre les manuscrits et les ruines de Qumrân situées près des grottes ». Les principales hypothèses en face de l'hypothèse anti-hasmonéenne sont les hypothèses pro-hasmonéenne et anti-pharisienne, ces deux dernières étant assez proches. Le fait que Qumrân ait été le berceau du mouvement essénien est très largement contesté, notamment à partir des conclusions de l'archéologie. Bien que la thèse du « berceau » ait toujours ses défenseurs, cela conduit à deux thèses principales, l'une qui fait démarrer l'occupation dite « sectaire » du site après la période où le site avait une claire destination militaire, l'autre qui constate que rien ne prouve que le site ait été le centre communautaire d'une secte.
L'identité exacte des auteurs des manuscrits est aussi en débat. Sont-ce les esséniens, ou est-ce l'une des quatre tendances d'esséniens décrites dans la notice d'Hippolyte de Rome, c'est-à-dire soit les Zélotes, soit la Quatrième philosophie ? En se basant sur les règles de pureté définies dans certains manuscrits, quelques chercheurs ont aussi émis l'hypothèse que ce pourrait être les Sadducéens, ou une branche de ceux-ci, les Boéthusiens.
Enfin, quelques chercheurs insistent sur le fait qu’indépendamment de l'identification de ceux qui ont écrit les manuscrits, ceux qui les lisaient au moment où ils ont été cachés dans des grottes au Ier siècle semblent être les Zélotes/Sicaires, ou les membres de la Quatrième philosophie et en tout cas des participants à la Grande révolte juive (66-70).

### Une origine sacerdotale
Malgré l'éclatement du « modèle standard » sur plusieurs points de divergences importants et l'émission de plusieurs hypothèses sur chacun d'entre eux, Simon Claude Mimouni fait remarquer que toutes les hypothèses « donnent au groupe une origine sacerdotale ». Pour lui, ce seraient des prêtres qui auraient fondé le groupe essénien ou pour le moins le groupe « représenté par la littérature trouvée à Qumrân ».
En raison de leurs nombreuses références au grand prêtre Sadoq et les titres de « Juste » (Sadoq) donnés aux personnages importants du groupe et notamment au(x) Maître(s) de Justice ainsi qu'à l'appellation « fils de Sadoq » donnée à une partie du groupe, certains critiques les appellent des « Sadoqites »,. Bien avant sa redécouverte parmi les manuscrits de la mer Morte, lorsque le Document de Damas a été découvert en 1896-1897 dans la guenizah jouxtant la synagogue Ben Ezra à Fustat dans le vieux Caire, il avait d'ailleurs été appelé « Fragments d'une œuvre Sadoqite ». Toutefois, d'autres critiques écartent cette appellation pour éviter toute confusion avec les Sadducéens.
Il pourrait « s'agir d'assidéens fidèles à la famille sacerdotale légitime des Oniades ».

### Le rapport avec le site de Qumrân

#### Qumrân est le berceau des esséniens
Dans le « modèle standard », Qumrân est le lieu d'exil du maître de Justice, fondateur des esséniens et le centre où cette communauté s'est retirée à partir de la première moitié du IIe siècle av. J.-C. « L'établissement de Qumrân » aurait abrité une « communauté » d'ascètes qui s'adonnaient à des bains rituels fréquents, à la prière et aux repas en commun, à l'étude des livres saints et à l'écriture. Ce sont eux qui auraient écrit les manuscrits dans un scriptorium, nom qui a été donné à une des salles — effondrée et qui aurait été située à l'étage supérieur — des ruines de Qumrân.
Ce même modèle fait des auteurs des manuscrits, des membres d'une communauté retirée du monde, à l'image d'une communauté monacale, référence des membres de l'École biblique de Jérusalem — quasiment tous des ecclésiastiques — qui ont élaboré et très largement popularisé ce modèle. Après avoir pu étudier les manuscrits à partir des années 1990, un grand nombre de chercheurs constatent que, loin de ce schéma, leurs auteurs ont pris « parti dans les conflits politiques entre Juifs, ». Pour Christian-Georges Schwentzel, il paraît aujourd'hui clair que ce groupement « s'est impliqué dans les luttes politiques du moment ; ses membres n'étaient pas des marginaux, coupés du monde dans leur retraite monacale. »
De plus, selon l'archéologie, l'analyse des restes bâtis du bâtiment central de Khirbet Qumrân construit dans les dernières décennies du IIe siècle av. J.-C., révèle qu'il s'agissait bien de constructions fortifiées avec une tour. Il s'agit donc d'un bâtiment militaire hasmonéen, alors que selon le « modèle standard » les hasmonéens étaient les pires ennemis des esséniens ayant écrit les manuscrits. Il est donc peu probable que le Maître de Justice fondateur des esséniens ait pu s'y réfugier avec les membres de son groupe pour y vivre « monacalement » pendant une longue période et y copier des centaines de manuscrits. Les archéologues Amir Drori (en) et Yitzak Magen « ont montré comme d'autres l'avaient fait avant eux, que Qumrân se trouvait juste au milieu d'un alignement de forteresses établies par la dynastie hasmonéenne qui allaient de Nablous au nord jusqu'à Massada au sud ». Ce bâtiment militaire ayant été construit sur un site stratégique dominant la côte, sur un promontoire dont la valeur militaire est évidente, « à la croisée des chemins militaires et commerciaux », là où « les voies terrestres tâtonnantes se doublaient de voies maritimes ». Sur ce même site avait été construite une forteresse datant de l'Âge de fer (VIIIe – VIIe siècles av. J.-C.),, dont les infrastructures ont été utilisées pour construire le fortin hasmonéen. Pour plusieurs critiques, cet élément, s'ajoutant à de nombreux autres, rendent très peu probable la thèse du « modèle standard ».

#### Qumrân a été un établissement de la secte après la période hasmonéenne
Selon Simon Claude Mimouni — qui retient cette hypothèse « non sans nuances » — les thèses qui mettent en rapport le site de Qumrân et les grottes à manuscrits, « considérant que le bâtiment découvert serait un « monastère » essénien », bénéficient « de la faveur du plus grand nombre de spécialistes ».
Au Ier siècle av. J.-C., après un événement qui a ébranlé son mur d'enceinte et laissé les traces d'un grand incendie, la destination du site pourrait avoir changé. Cet événement est soit l'attaque d'une armée ennemie, soit selon Roland de Vaux, le tremblement de terre de -31 dont parle Flavius Josèphe. Une période où il est inoccupé suit ces destructions. Dans cette période, qui débute peut-être après la mort d'Hérode le Grand (-4), le site connaît une extension à l'extérieur du quasi carré que formait l'enceinte centrale fortifiée. Des bassins pour le stockage de l'eau, déjà nombreux, sont ajoutés et un système hydraulique complexe, comportant un aqueduc, est construit. L'alimentation en eau dépendait aussi d'un tunnel creusé dans le roc. Les archéologues Drori et Magen estiment que cet « investissement lourd [est] plus en accord avec un projet gouvernemental qu'avec une initiative sectaire ». Il est toutefois possible que Qumrân ne soit plus « un relais stratégique avec fortifications, mais un espace économique aux activités diversifiées de production ou de transformation, pour l'usage local ou pour l'exportation ». Les archéologues ont notamment mis au jour plusieurs équipements, comme « deux grands fours bien conservés », un atelier de potier produisant un grand nombre d'objets. Il y a aussi « trois bassins de grand gabarit collés l'un à l'autre » pouvant avoir servi au « trempage des denrées en cours de préparation », notamment récoltés à Aïn Feshka, situé à 3 km et relié par un mur au site de Qumrân.
Désormais, la plupart des spécialistes qui estiment néanmoins que Qumrân a été un établissement « sectaire », font démarrer l'occupation du site par le Yahad ou les esséniens à partir de cette extension, qu'ils situent dans le dernier quart du Ier siècle av. J.-C. alors qu'Hérode le Grand était au pouvoir, ou estiment qu'une première occupation par les esséniens a eu lieu vers le milieu du IIe siècle av. J.-C., mais n'a pas laissé de traces. Ces deux occupations interrompues par la période où Qumrân a été une sorte de fortin hasmonéen, semblent extrêmement douteuses à nombre d'historiens et notamment aux partisans de la thèse pro-hasmonéenne ou anti-pharisienne. Pour une partie des critiques défendant peu ou prou un « modèle standard » amendé, Qumrân n'est toutefois plus le « berceau » des esséniens, où ils se seraient installés peu après leur création au milieu du IIe siècle av. J.-C. Ainsi, pour l'archéologue Jean-Baptiste Humbert, ayant travaillé avec Roland de Vaux et partisan de ce « modèle standard » amendé, la construction hasmonéenne serait une dépendance de la forteresse Hyrcania et les esséniens auraient pris possession de l'établissement à un moment indéterminé situé après son extension. De même, dans cette optique, ce ne serait plus l'essentiel des manuscrits qui ont été copiés sur place, mais seulement une partie d'entre-eux. Pour leur part, d'autres archéologues, assez nombreux d'ailleurs, en partie israéliens, n'ont pas hésité à déclarer la rupture avec la thèse des membres de l'École biblique et archéologique française de Jérusalem.

#### Étudier les manuscrits indépendamment du site de Qumrân
Toutefois, malgré les efforts déployés dans ce but, aucun lien n'a pu être établi entre Khirbet Qumrân et les écrits retrouvés dans les grottes. Aucun des manuscrits ne fait référence à Qumrân, ni à d'autres endroits proches tels qu'Engaddi ou Massada. Pas un seul fragment de manuscrits n'a été retrouvé dans les ruines, alors que dans celles de Massada, où pourtant personne n'a imaginé que des dizaines, voire des centaines, de scribes aient opéré, on en a retrouvé dix-sept,. Qumrân et Massada sont pourtant des sites soumis aux mêmes conditions climatiques. Les documents trouvés à Massada ont le même type de profil que ceux trouvés à Qumrân : « nombreuses écritures différentes, type similaire d’œuvres littéraires ». Parmi eux, le Chant du sacrifice du Sabbat figure en neuf copies intégrales dans les manuscrits retrouvés à Qumrân. Une caractéristique notable de cet écrit est son adhésion au calendrier solaire de 364 jours tellement typique du « modèle standard » qu'il est appelé « calendrier essénien » par nombre de critiques.
Presque tous les textes retrouvés à Qumrân sont des copies d’œuvres littéraires. Aucun « autographe documentaire susceptible d'attester des activités de la secte » supposée avoir vécu sur place, n'a été retrouvé. Par exemple, la Règle de la communauté « stipule que le groupe décrit par le texte doit consigner par écrit le rang spirituel et la place de chacun de ses membres », mais aucun fragment pouvant être rattaché à ce type de document n'a été retrouvé. En cela, ces écrits sont totalement différents des documents de la période de la révolte de Bar Kokhba (132-135) retrouvés dans des grottes du Nahal Hever et de Murabba'at situées elles aussi le long de la mer Morte, à peine à quelques kilomètres au sud des ruines de Qumrân. Ces écrits attestent « que des autographes hébraïques originaux à caractère documentaire, tels que des lettres administratives, des actes ou des contrats, pouvaient fort bien avoir été préservés depuis l'Antiquité dans le désert de Juda. » Est-il vraisemblable, alors que l'on a retrouvé des restes de 870 manuscrits qui auraient été écrits par les scribes de la « secte » supposée avoir vécu sur place pendant des décennies, qu'aucun fragment de lettre reçue ou envoyée, ni le moindre fragment de comptabilité, recensement ou inventaire n'ait été retrouvé et que le groupe sur place n'ait pas cherché à préserver ses archives sur plusieurs siècles, alors qu'il a fait les efforts nécessaires pour cacher des centaines de manuscrits littéraires ?

#### Qui a caché les manuscrits?
Il semble aussi que des manuscrits aient été cachés dans des grottes dans d'autres endroits que Qumrân. Des textes anciens témoignent que d'autres découvertes de manuscrits avaient déjà été faites. Origène utilisa des textes trouvés en 211-217 dans une ou plusieurs jarres près de Jéricho pour une des versions de la Bible de son Hexapla. Selon Eusèbe de Césarée, il y avait trouvé une version des Psaumes inconnue jusqu'alors. Au IXe siècle, le catholicos de l'Orient à Bagdad, Timothée Ier, relate avoir trouvé près de Jéricho, « une demeure dans la roche, pleine de livres ». Surtout, l'inventaire d'objets de grandes valeurs — or, argent, encens, vêtements précieux — ayant été cachés dans différents lieux de la région, dont des grottes, avec des indications pour les retrouver, qui figure sur le rouleau de cuivre, semble montrer que les manuscrits et les valeurs inventoriés sur ce rouleau ont été cachés au moment de la Grande révolte dans une aire géographique bien plus importante que Qumrân, incluant Jéricho,, Jérusalem, la vallée du Cédron, la vallée d'Achor — un oued situé dans le même secteur — et même la Samarie pour trois d'entre-elles. « Au moins huit passages mentionnent des écrits enfouis à côté des trésors » et « au moins cinq passages du rouleau signalent que d'autres écrits ont été placés près des trésors enfouis ». « De minuscules fragments de ce qui semblait être quatre ou cinq textes documentaires provenant des grottes » ont été publiés en 1982. Aucun ne reflète l'activité d'une « secte », en revanche un acte de propriété est daté en utilisant comme référence le règne de Tibère César, ce qui converge avec les autres éléments plaidants pour une date de cache des manuscrits et des valeurs inventoriées sur le rouleau de cuivre au Ier siècle.

#### Qui étaient les lecteurs des manuscrits?
Les manuscrits ont, pour l'essentiel, été écrits au Ier siècle av. J.-C., mais quelques-uns d'entre-eux datent du IIe siècle av. J.-C. et d'autres datent du Ier siècle apr. J.-C. Si les manuscrits ont été cachés au Ier siècle comme l'archéologie pousse à le croire, il existait à ce moment bien plus que les trois « sectes » que Flavius Josèphe mentionne probablement dans un but simplificateur pour ses lecteurs romains, même si on y ajoute la Quatrième philosophie dont Josèphe fait aussi état. Justin de Naplouse et Hégésippe de Jérusalem mentionnent, huit noms de sectes juives existant à l'époque de Jésus en plus des trois mentionnées par Josèphe,. Parmi celles-ci, les Hémérobaptistes, les Masbothéens et probablement les esséniens sont des Baptistes et sont peut-être regroupées sous ce nom chez Justin de Naplouse. Même s'il est possible que les Galiléens que l'on trouve chez les Pères de l'Église correspondent à ce que Josèphe présente comme la Quatrième philosophie, il reste beaucoup plus que trois « sectes ». Sans compter que l'on ne sait pas si les Sicaires et les Zélotes qui ne sont pas mentionnés chez ces auteurs chrétiens sont à identifier à certains de ces groupes. Il en est de même pour le mouvement Nazôréen (notzrim en hébreu), créé par Jésus de Nazareth et dont l'existence et la vigueur n'est pas contestable dans la région Palestine dès le milieu Ier siècle.
Même en admettant que les auteurs des manuscrits dits sectaires appartenaient à un seul mouvement, celui-ci « a peut-être été totalement ou en partie l'ancêtre de plusieurs groupes présents au Ier siècle ». Pour Wise, Abegg et Cook il est possible que ceux que Flavius Josèphe décrit sous l'appellation globale d'esséniens soient des héritiers du groupe auteur des manuscrits qui avaient décidé « d'attendre patiemment l'intervention de Dieu », plutôt que de « chercher à renverser par la force la puissance romaine ». Cependant, « beaucoup d'autres choisirent la voie de la violence ». Nous savons par exemple « que des bandes de Zélotes et de Sicaires contribuèrent au déclenchement de la Révolte juive de 66 ». Pour un pan de la recherche il est probable que ces groupes puisèrent « leur inspiration dans les textes essentiellement du Ier siècle av. J.-C., connus aujourd'hui sous le nom de manuscrits de la mer Morte, car on y parlait d'un groupe très semblable aux leurs, organisé pour la guerre sainte ». Pour soutenir cette hypothèse, au fait que ces manuscrits sont très profondément anti-Romains — désignés sous le nom symbolique de Kittim — et que plusieurs écrits décrivent les guerres apocalyptiques à mener contre eux à la fin des temps, viennent s'ajouter la résistance que les occupants de Qumrân ont opposée aux Romains en 68-70, comme en témoigne l'archéologie et la découverte de manuscrits du même type sur le site de Massada qui d'un bout à l'autre de la révolte a été sous le contrôle de ceux que Josèphe appellent des Sicaires,. De plus, « selon Josèphe, ce sont les combattants de la liberté et les Zélotes qui s'emparèrent du Temple quand la guerre éclata en 66, et ils n'en cédèrent jamais le contrôle ». Qui d'autre qu'eux aurait pu faire l'inventaire des objets précieux, or, argent, encens, riches vêtements, que l'on trouve sur le rouleau de cuivre et qui d'autre aurait pu organiser le fait de les cacher dans différents lieux de Judée et de Samarie et parfois dans des grottes derrière ou sous des manuscrits, comme l'indiquent certaines lignes de l'inventaire ?
Des historiens comme Robert Eisenman, pensent eux aussi que ceux qui lisaient ces manuscrits au Ier siècle étaient les révoltés juifs. De plus, en s'appuyant sur la notice sur les esséniens que l'on trouve dans un texte attribué à Hippolyte de Rome qui semble plus complète que celle fournie par le texte de Flavius Josèphe, ils estiment que les Zélotes sont une des quatre tendances issues des esséniens, comme le dit le texte d'Hippolyte.

### Identification du groupe

#### Les manuscrits sont sadducéens
Selon Strugnell, le Manifeste sectaire aussi appelée Lettre halakhique (4QMMT) « a pour toile de fond la perte de contrôle du Temple par les Sadducéens et l’avènement concomitant sur ce même terrain des Pharisiens ». Toutefois, pour Wise, Abegg, Cook, « la « théorie saducéenne » ne s'accorde pas facilement avec certaines données importantes sur cette secte que nous tenons d'autres sources. Selon Josèphe, par exemple, les Sadducéens de son temps ne croyaient pas à la doctrine de la prédestination. En outre, le Nouveau Testament rapporte qu'ils ne croyaient pas à la vie après la mort ni aux anges (Actes, 23:8). En revanche, les manuscrits sectaires nous apprennent que leurs auteurs avaient à cet égard des convictions opposées très affirmées ». Par ailleurs, il n'y a nulle trace d'opposition résolue aux Romains de la part des Sadducéens dans les sources antiques, bien au contraire.
Toutefois, avant la publication du Manifeste dans les années 1980, les esséniens étaient vus comme très proches des Pharisiens par les partisans du « modèle standard » et sûrement pas comme des prêtres. Les interprétations de ce texte dès qu'il a enfin pu être connu des spécialistes ont permis d'amorcer une révision complète de ce point de vue. Désormais, il est largement admis que le groupe « représenté par la littérature trouvée à Qumrân » a une origine sacerdotale et que plus précisément c'étaient des « Sadoqites »,, préconisant des règles de pureté proches de celles des Sadducéens. De plus, l'identification des Chercheurs de flatteries avec les Pharisiens est désormais assez généralement admise de même qu'il est admis que loin d'être proches de ces derniers, ceux-ci étaient les pires ennemis du groupe.

#### Les manuscrits sont esséniens
Outre les points qui ont déjà été évoqués, on peut ajouter que dans les textes dits sectaires, il est dit à maintes reprises que ses membres sont des volontaires, un trait qui est relevé par Philon d'Alexandrie à propos des esséniens, qui souligne que leur engagement « a pour cause le zèle de la vertu et l'ardent amour des hommes ».

#### Les manuscrits sont ceux d'une des quatre tendances d'esséniens
En s'appuyant sur une version peu connue de ce qui semble être la notice utilisée par Flavius Josèphe, certains critiques ont émis l'hypothèse qu'aussi bien le mouvement de Judas le Galiléen, que les Sicaires et les Zélotes sont issus des esséniens. Un texte attribué à Hippolyte de Rome (Réfutation de toutes les hérésies, IX, § 26), retrouvé au XIXe siècle, paraît s'appuyer sur la même notice que Flavius Josèphe dans la Guerre des Juifs à leur propos. Toutefois, à l'endroit où la notice de Josèphe sur les esséniens rapporte leur division en « quatre lots » ou « quatre classes », dans celle-ci on trouve la définition des « quatre catégories » d'esséniens :

« [Les Esséniens] sont divisés selon l'ancienneté et ils n'observent pas les pratiques de la même manière, répartis qu'ils sont en quatre catégories. Certains d'entre-eux en effet, poussent les pratiques à l'extrême, jusqu'à ne pas tenir en main une pièce de monnaie, déclarant qu'il ne faut ni porter, ni regarder, ni fabriquer d'effigie ; aussi nul de ceux-ci n'ose même entrer dans une ville, de peur de franchir une porte que surmontent des statues, estimant qu'il est sacrilège de passer sous des images. Certains autres d'entre-eux, lorsqu'ils entendent un individu discourir sur Dieu et sur ses lois, s'assurent, s'il est incirconcis, que cet individu et seul dans un endroit, puis ils le menacent de l'assassiner, s'il ne se laisse pas circoncire : s'il ne veut pas obtempérer, loin de l'épargner, on l'égorge : c'est de cela, étant donné ce qui se passe, qu'ils ont reçu leur nom, celui de Zélotes ou de la part de quelques-uns, celui de Sicaires. D'autres encore parmi eux refusent de donner à personne le nom de maître (Rabbi), sauf à Dieu. »

Dans cette version, quatre groupes d'Ésséniens sont identifiés et non quatre classes et ils se seraient créés au fil du temps. Les Zélotes seraient donc rattachés aux esséniens, dont ils seraient une émanation tardive et avec laquelle ils refuseraient de frayer. L'auteur de l'Elenchos « les présente comme des hétérodoxes qui se distinguent par leur fanatisme et leurs exagérations ». Ceux qui « refusent de donner à personne le nom de maître, sauf à Dieu » seraient les membres de la Quatrième philosophie puisque c'est la définition que donne Josèphe pour ce groupe, disant qu'ils sont prêts à subir « les genres de mort les plus extraordinaires » et que « les supplices de leurs parents et amis les laissent indifférents, pourvu qu'ils n'aient à appeler aucun homme du nom de maître ».
Selon André Dupont-Sommer, la notice d'Hippolyte est étroitement parallèle à celle de Josèphe et semble en être un abrégé. Robert Eisenman estime que soit les deux auteurs ont utilisé une source commune, soit l'auteur en est Josèphe lui-même pour sa version de la Guerre des Juifs en araméen et que ce passage a été volontairement omis dans les versions en grec. Pour lui, ce que Josèphe semble avoir fait pour définir la Quatrième philosophie, c'est couper ce qui décrivait l'un des quatre groupes d'esséniens dans sa notice initiale pour l'écrire comme définition du mouvement de Judas de Gamala.
Pour Eisenman, cette notice d'Hippolyte permet de résoudre les contradictions que l'on a trouvées entre les descriptions idéalisées des esséniens par Josèphe et Philon d'Alexandrie et les manuscrits de la mer Morte, où le groupe qui écrit — identifié à des Esséniens — est littéralement obsédé par les « féroces Kittim », derrière lesquels on reconnaît aisément les Romains et dont de nombreux écrits parlent de guerres apocalyptiques (en) qu'il faudra mener contre eux. Philon d'Alexandrie et Josèphe insistaient en effet sur l'aspect que l'on pourrait qualifier de « non-violent » de la doctrine des esséniens, les conduisant même jusqu'à refuser de posséder des armes. Ils soulignent que lorsqu'ils voyageaient, les esséniens n'emportaient que des armes défensives et Philon indiquait que pas un seul d'entre eux ne fabriquait d'armes. Cela lèverait la principale objection d'un certain nombre d'historiens, comme Norman Golb, Michael Wise, ou André Paul qui les avait conduits à douter que la secte de la mer Morte soit les esséniens, dont certains faisaient remarquer qu'outre à Qumrân, le seul endroit où l'on a retrouvé des manuscrits appartenant au même mouvement était la forteresse de Massada, qui a toujours été contrôlée par les Sicaires et/ou les Zélotes, ce qui selon eux permettait de savoir qui étaient ceux qui lisaient ces rouleaux au moment de la Grande révolte juive, (66-74). D'autre part, si ceux qui occupaient Qumrân au moment de l'arrivée des Romains étaient en accord avec les manuscrits comme cela est très largement admis, l'archéologie montre qu'ils ont résisté,. Les manuscrits retrouvés à Qumrân étaient sur ce point tellement différents de ce que disaient Philon et Josèphe que certains commentateurs, comme G. R. Driver ou Cecil Roth ont même proposé d'identifier les auteurs de ces manuscrits à des Zélotes.

### Le positionnement par rapport aux autres forces

#### Personnages et pseudonymes symboliques
La plupart des acteurs évoqués dans les manuscrits portent des noms symboliques. Les textes retrouvés près de Qumrân qui décrivent la vie de la secte (notamment les pesharim et le Document de Damas) ne mentionnent que rarement des noms propres. Des pseudonymes symboliques désignent les principaux acteurs de la secte et de ses adversaires,. Chez le « Maître de Justice » certains critiques reconnaissent le fondateur du groupe vers le milieu du IIe siècle av. J.-C. D'autres critiques, constatant l'existence de Maître de Justice durant toute l'existence de la secte, au moins jusqu'après le passage de la Judée sous domination romaine (-63), estiment que cette désignation recouvre plusieurs « Maître de Justice » successifs. Le qualificatif de « justice » signifie aussi probablement que le « Maître » est issu de la lignée de Sadoq dont le nom צדוק (ṣadoq) est formé sur la même racine. Il appartiendrait à la dynastie sacerdotale qui servait dans le Premier Temple de Jérusalem et dont les grands-prêtres légitimes étaient issus jusqu'à la crise qui a débouché sur la révolte des Maccabées.
« Deux figures, ou « deux instruments de la violence » (4Q175, Les témoignages ou Testimonia) s'opposent à lui et persécutent son groupe. » Pour les critiques qui estiment qu'il existe plusieurs maître de Justice successifs, il en est de même pour ces deux figures symboliques. La première de ces deux figures est le « Méchant prêtre » ou « Prêtre Impie » (en hébreu, Grand Prêtre se dit Kohen haRosh. Kohen haRasha, qui signifie " Prêtre Impie ", est ici un jeu de mots) qui est « cupide, violent, corrompu ; il harcèle le « Maître » » et tente parfois de l'assassiner. Le second ennemi du groupe est le « Cracheur de mensonges » aussi appelé « l'Homme du Mensonge »,. « Par ses mensonges et avec sa clique sinistre, composée des « Chercheurs de flatteries », il dissuade les hommes de suivre le « Maître ». » L'identification de ces personnages et de ces groupes sont l'objet de plusieurs suppositions parmi les historiens. Aucun consensus ne se dégage à ce sujet, ni à propos de la période où se déroule ces événements.

#### Personnages explicitement cités
Quelques textes retrouvés dans la grotte no 4 désignent explicitement des personnages historiques. Ce sont tous des personnages florissants au Ier siècle av. J.-C. À certaines dates du Calendrier des annales (4Q448b) du mouvement sont associés des personnages et des événements historiques parfaitement identifiables. Une pratique que l'on trouve aujourd'hui aussi sur nos calendriers. Il est toutefois très parcellaire, mais on peut ainsi lire « Hyrcan s'est révolté contre Aristobule » (Hyrcan II et Aristobule II) « Shelomziyon est venue... », allusion à leur mère Salomé Alexandra, et « Amelius a tué », allusion à Amelius Scaurus qui conduisit les armées de Pompée durant les années 60 av. J.-C.. On y reconnaît aussi Alexandre Jannée dans « le roi Jonathan » (Ywtn hmlk), le mari de Salomé Alexandra et le père d'Hyrcan II et d'Aristobule II. L'identification de ce « roi Jonathan » avec Jonathan Maccabée ne paraît pas concevable, car comme l'indique André Lemaire, le frère de Judas Maccabée ne portait pas le titre royal,. Par ailleurs, l'expression Ywtn hmlk est comparable à celle qui apparaît sur les monnaies d'Alexandre Jannée, ou encore sur une bulle de ce roi. Alexandre Jannée est aussi cité dans le Commentaire de Nahum ou Pesher de Nahum (4Q169).

#### Les «Chercheurs de flatteries»
Le « Cracheur de mensonges » aussi appelé « l'Homme du Mensonge », est le chef d'une « clique sinistre » appelée « Chercheurs de flatteries » ou « Chercheurs des choses flatteuses » derrière laquelle un grand nombre de chercheurs reconnaissent les Pharisiens. Il est par exemple fait référence à eux dans un passage du « Pesher de Nahum » (4Q169), ou Commentaire de Nahum, dans lequel, comme dans de multiples autres textes dits « sectaires », l'auteur scrute les anciennes prophéties de la Bible hébraïque pour y chercher les présages de l'histoire qui lui est contemporaine :

« 2 [Cela renvoie à Démé]trios, roi de Grèce, qui chercha à entrer dans Jérusalem à l'incitation des Chercheurs de flatterie.
[…]

6 Cela renvoie au lion de la colère 7 […] vengeance contre les Chercheurs de flatterie, car il avait coutume de pendre les hommes vivants, 8 (comme on faisait) jadis en Israël. »

Ce passage fait référence à Démétrios III Philopator (roi séleucide de 95 à 88 av. J.-C.) et à son intervention en Judée contre Alexandre Jannée, favorable aux Sadducéens. Démétrios avait répondu à l'appel des Pharisiens, qui ici sont appelés les « Chercheurs de flatteries » comme dans plusieurs autres manuscrits. Le « lion de la colère » est Alexandre Jannée qui après sa victoire contre Démétrios avait fait crucifier un grand nombre de Pharisiens, « pendus vivants » pour se venger de leur trahison.

#### Divergences sur la période concernée
Les partisans du « modèle standard » et de la théorie anti-hasmonéenne pensent pouvoir reconstituer la naissance du mouvement essénien, vers le milieu du IIe siècle av. J.-C., avec un Maître de Justice qui aurait pris la direction de la « secte » vers -175 (410 ans après la prise de Jérusalem par Nabuchodonosor). Ce qui a fait dire à certains critiques que l'on cherchait ainsi une date la plus éloignée possible de la naissance du mouvement créé par Jésus pour éloigner tous risques que Jésus ou son mouvement aient été liés aux eaux troubles d'une révolte sociale à caractère violent.
Les partisans de la théorie pro-hasmonéenne concentrent leurs travaux sur la période où vivaient les seuls personnages dont le nom est explicitement cité  dans certains manuscrits qui tous étaient florissants au Ier siècle av. J.-C.,. De même, ils estiment que certains manuscrits parmi les plus significatifs du Yahad — par exemple l'Hymne au roi Jonathan, le Pesher de Nahum, le Manifeste (4QMMT), le Document de Damas, ou le Pesher d'Habacuc — renvoient à des événements qui se sont produits au cours de ce même siècle. Le Pesher de Nahum dit explicitement que le règne du « Lion de la colère » est terminé et l'identification du « Lion de la colère » avec Alexandre Jannée, mort en -76 est désormais généralement admise,,. Ce Pesher évoque très probablement le sort d'Aristobule II et de « ses femmes, ses nouveau-nés, ses enfants » lors de la défaite que lui a infligée Pompée en -63 (Pompée y est désigné sous le pseudonyme symbolique de Chef des rois de Yâwân (Chef des rois grecs)). Le Pesher d'Habacuc décrit l'action des armées romaines — désignés sous le nom de kittim — qui se sont emparées de la Judée en -63.
Les partisans de la théorie anti-pharisienne s'intéressent particulièrement aux écrits qui datent du Ier siècle — dont d'après eux la Lettre/Manifeste 4QMMT —. Ils s'intéressent aussi à la façon dont les lecteurs de ce même siècle interprétaient les manuscrits des siècles antérieurs en étudiant les pesharim, un genre littéraire qui n'est connu que par les manuscrits retrouvés près de Qumrân. La plupart de ces critiques estiment que c'est le mouvement nazôréen créé par Jésus qui a caché ces manuscrits dans le contexte de la Grande révolte juive (66-70)[réf. nécessaire]. Ils auraient été particulièrement impliqués dans cette révolte et c'est d'eux que parlerait Flavius Josèphe sous le nom de Zélotes[réf. nécessaire]. Ce qui expliquerait pourquoi on n'est jusqu'à présent pas parvenu à identifier le moindre Juif chrétien parmi les centaines de personnages qu'évoque Flavius Josèphe pendant la révolte.

#### Un ou plusieurs «Maîtres de Justice»
Tous ces écrits font référence à un « Maître de Justice » ou à un « Méchant prêtre » qui seraient florissant pendant plus de 100 ans si l'on adopte le point de vue du modèle standard qui fait du « Maître de Justice » le créateur de la secte 410 ans après la prise de Jérusalem par Nabuchodonosor. Cela a conduit certains critiques à émettre l'hypothèse que derrière ces deux pseudonymes symboliques, se cachaient plusieurs « Maître de Justice » successifs,, et plusieurs Grands prêtres successifs appelés « Méchant prêtre »,. Les différentes morts relatées pour le Méchant prêtre et les époques qui leur sont associées sont souvent citées comme preuve de l'impossibilité d'un seul « Méchant prêtre ». Le procédé qui consiste à appliquer des noms symboliques à plusieurs personnages historiques remplissant la même fonction existe dans les écrits bibliques de l'époque. Il est notamment utilisé dans le Livre de Daniel 11, où les expressions « Roi du Nord » et « Roi du Sud » s'appliquent respectivement à plusieurs rois Séleucides et Ptolémaïques successifs. Un défenseur du « modèle standard » comme Jean Starcky, estime lui aussi qu'il est peu probable que le Maître de Justice fondateur de la Communauté de l'Alliance — selon lui vers -175 — soit encore vivant lors de la création de la « Nouvelle Alliance au pays de Damas » et soit le même que le « Maître de la Communauté » ou « Enseignant de la Communauté » mentionné dans l'Écrit de Damas, écrit selon lui, peu après la prise de Jérusalem en -63, alors qu'un historien comme André Dupont-Sommer donne une fourchette plus large (entre -63 et -48).

#### La théorie anti-hasmonéenne
Les partisans du « modèle standard » et/ou de la « théorie anti-hasmonéenne » pensent pouvoir reconstituer la naissance du mouvement essénien, vers le milieu du IIe siècle av. J.-C., avec un Maître de Justice qui aurait pris la direction de la « secte » vers -175 (410 ans après la prise de Jérusalem par Nabuchodonosor). Pour les partisans de ce modèle, le Maître de Justice est probablement le fondateur, ou plutôt le refondateur du mouvement, car le Document de Damas semble indiquer que le mouvement existait déjà 20 ans avant son arrivée. La durée de 20 années écoulées avant l’arrivée du Maître ne doit cependant pas être prise trop littéralement. Elle peut avoir une signification symbolique. Le Document de Damas donne une durée de 390 ans entre la destruction du Premier Temple et la formation du groupe. Toutefois, cette traduction est contestée. Si on accepte littéralement ces indications, la formation du groupe aurait eu lieu vers 196 av. J.-C., le Temple ayant été détruit en 586 av. J.-C. Cependant cette durée de 390 ans est tirée du livre d'Ezechiel (4.5) et indique surtout que le groupe se considère comme portant l'iniquité de la maison d'Israël. Les Juifs de la période du Second Temple ne pouvaient d'ailleurs pas évaluer le temps écoulé depuis la destruction du Premier Temple car ils n'étaient pas conscients que la période perse avait duré plus de 200 ans.
Pour les partisans de cette thèse, le Document de Damas, est daté d'environ 100 av. J.-C. et présente la disparition du Maître de Justice comme relativement récente. Dans ce schéma, l'émergence du groupe est liée à la réaction des Juifs traditionalistes face à l'hellénisation et en particulier aux événements qui ont suivi la déposition du grand prêtre Onias III en 175 av. J.-C.. Toutefois, nombre de critiques estiment impossible cette datation du document de Damas, puisque celui-ci évoque plusieurs personnages et événements qui renvoient à la prise de Jérusalem en -63, à l'action de Pompée et au sort d'Aristobule et des membres de sa famille. La datation de ce document après -63 est aussi partagée par des critiques qui défendent un modèle standard amendé pour tenter de répondre aux critiques qui lui ont été faites.
Pour les partisans du « modèle standard », le mouvement essénien ou « la secte » serait né de l'opposition de ses membres à la confiscation de la fonction de Grand Prêtre par les premiers souverains hasmonéens. Le Maître de Justice serait donc un prêtre de cette période dirigeant de ce mouvement d'opposition. Dans le texte appelé « Hymne en l'honneur d'Alexandre Jannée » par ses traducteurs, E. et H. Eschel et A. Yardeni, les partisans de ce modèle estiment qu'il ne s'agit pas d'un hymne en faveur d'Alexandre Jannée, mais qu'au contraire l'intervention de Dieu est demandée contre ce roi. Le manuscrit étant extrêmement parcellaire sa compréhension n'est pas évidente. Pour André Lemaire qui soutient le modèle standard, « à moins de considérer le document comme un texte de propagande ennemi importé à Qumrân […], il est invraisemblable que la secte ait pu faire l'éloge du roi hasmonéen ». Ephraim et Manassé désigneraient respectivement les Pharisiens et les Sadducéens.
Pour Murphy-O'Connor la formation du groupe est lié avec un élan religieux suscité par les victoires de Judas Maccabée. Toutefois, pour Hanan Eshel, la formation du groupe est intervenue avant cette révolte. Flavius Josèphe mentionne l'existence de trois formations (pharisien, sadducéens, esséniens) lorsqu'il décrit le règne de Jonathan. Si « Ephraïm » et « Manassé » désignent effectivement les pharisiens et les sadducéens, la formation du groupe dirigé par le Maître de Justice pourra alors avoir accompagné l'établissement de l'État hasmonéen.

##### Jonathan et Simon, «Prêtre impie» et «Cracheur de mensonges»
« Pour Geza Vermes, Frank Moore Cross, Joseph Milik, Roland de Vaux notamment, il ne fait aucun doute que le « Prêtre impie » et le « Cracheur de mensonges » sont des expressions qui désignent Jonathan (161 à 143 av. J.-C.) et Simon Maccabée (mort en -143). »

##### Le maître de Justice fondateur, grand-prêtre en 159-152av. J.-C.
Parmi les défenseurs de la théorie anti-Hasmonéenne, certains critiques émettent l'hypothèse que le « Maître de Justice » créateur du mouvement aurait été le Grand prêtre en exercice de 159 à 152 av. J.-C.. Flavius Josèphe indique que pendant cette période, il n'y aurait eu aucun grand prêtre. Ces critiques supposent donc que cette vacance du siège de grand prêtre serait en fait le résultat d'une sorte de damnatio memoriae qui aurait effacé le nom de ce grand prêtre des listes officielles. Il aurait été destitué à la suite de la nomination de Jonathan Macchabée par les autorités Séleucides, pour avoir refusé la nomination du candidat imposé par Alexandre Balas. « Selon cette hypothèse, le grand prêtre se serait exilé, et un groupe de ses partisans l'aurait suivi dans sa fuite. »

##### Contre Alexandre Jannée
Les positions en présence dépendent notamment de la traduction d'un des manuscrits qui a été appelé « Hymne en l'honneur d'Alexandre Jannée » par ses traducteurs, E. et H. Eschel et A. Yardeni. Toutefois, les partisans du « modèle standard » et ceux qui plus généralement soutiennent la théorie anti-hasmonéenne, estiment qu'il ne s'agit pas d'un hymne en faveur d'Alexandre Jannée, mais qu'au contraire l'intervention de Dieu est demandée contre ce roi. Le manuscrit étant extrêmement parcellaire, sa compréhension n'est pas évidente. Pour André Lemaire qui soutient le modèle standard, « à moins de considérer le document comme un texte de propagande ennemi importé à Qumrân […], il est invraisemblable que la secte ait pu faire l'éloge du roi hasmonéen ».

#### La théorie pro-hasmonéenne
Les partisans de la théorie pro-hasmonéenne se concentrent sur la période qui concerne les personnages dont le nom est explicitement cité dans les manuscrits : Alexandre Jannée, Hyrcan II et Aristobule II, leur mère Salomé Alexandra et le romain Amelius Scaurus au milieu du Ier siècle av. J.-C., alors que les partisans de la théorie pro-hasmonéenne s'intéressent beaucoup plus à l'époque supposée de la création de la secte au milieu du siècle précédent. Pour les partisans de la théorie pro-hasmonéenne, il ne fait pas de doute que les ennemis du Yahad appelés les Chercheurs de flatteries sont les Pharisiens. Ils estiment que les partisans du groupe ne manifestaient pas a priori une hostilité de principe envers quelques dirigeants hasmonéen que ce soit et que l'Hymne en l'honneur d'Alexandre Jannée ainsi que le « Pesher de Nahum » montrent qu'ils ont même approuvé les crucifixions de certains d'entre-eux après leur trahison. Pour eux, il apparaît donc fort improbable que le mouvement soit « né d'un conflit relatif à la succession aux fonctions de grand-prêtre au milieu du IIe siècle av. J.-C. ». L'étude conjointe de l'Hymne au roi Jonathan, le Pesher de Nahum et le Manifeste (4QMMT) semblent indiquer que cette « secte » — quelle que soit son origine — s'impliqua totalement dans les conflits du Ier siècle av. J.-C. « puisqu'ils soutinrent Alexandre Jannée contre les Pharisiens ». Ce roi fut favorable aux Sadducéens, or le Manifeste (4QMMT) montre que le groupe défendait des règles de pureté très proches des Sadducéens et opposés à celles des Pharisiens. Ce Manifeste « donne à entendre qu'il y eut une époque où les partisans d'Alexandre Jannée — y compris les auteurs des manuscrits — perdirent du terrain au profit de leurs vieux ennemis, les Pharisiens. Josèphe n'évoque qu'une seule période possible pour le renforcement du pouvoir des Pharisiens durant la période hasmonéenne : le règne de Salomé Alexandra, la veuve d'Alexandre Jannée » qui règne de -76 à -67.
Le Pesher de Nahum confirme cette période et ce renversement de situation. « Selon son auteur le règne du Lion de la colère (Alexandre Jannée) est terminé et, au moment où il écrit, la « domination des Chercheurs de flatteries » (les Pharisiens) est devenue une tragique réalité. » Flavius Josèphe explique de façon détaillée qu'à la mort d'Alexandre Jannée (-76), son épouse Salomé Alexandra effectua un revirement total en s'appuyant sur les Pharisiens pour gouverner, alors que jusqu'alors son mari s'était appuyé sur les Sadducéens et avait même réprimé violemment les Pharisiens qui l'avaient trahi. Selon Josèphe, les « Pharisiens réussirent à gagner [les] faveurs [d'Alexandra] et devinrent les véritables maîtres des affaires publiques. C'est ainsi qu'ils bannirent ou abaissèrent qui bon leur semblait, firent enfermer et libérer des hommes au gré de leur caprice, et, en un mot, jouirent des prérogatives royales. » Ce Pesher évoque aussi très probablement le sort d'Aristobule II et de « ses femmes, ses nouveau-nés, ses enfants » lors de la défaite que lui a infligée Pompée en -63. Pompée y est désigné sous le pseudonyme symbolique de Chef des rois de Yâwân (Chef des rois grecs). Le Pesher d'Habacuc décrit l'action des armées romaines — désignées sous le nom de kittim — qui se sont emparées de la Judée en -63.

##### «Méchant prêtre»: HyrcanIIou AristobuleII
L'auteur du Pesher d'Habacuc ou Commentaire d'Habacuc assimile les Chaldéens mentionnés par le prophète biblique aux Kittim qui représentent les Romains. La majeure partie des spécialistes s'accordent pour estimer que c'est la venue des armées romaines en Syrie et Palestine « dans les années 60 du Ier siècle av. J.-C. qui suscita le récit haut en couleur du commentaire ». Pour Wise, Abbeg, Cook, « Il ne semble pas y avoir de bonne raison d'isoler radicalement les personnages de [ce récit] de l'invasion romaine, ainsi que l'exige le Modèle standard. » « Cette invasion est présentée comme un châtiment sanctionnant les péchés du Prêtre impie et de l'Homme du mensonge. » Il est donc logique de considérer « que le prêtre impie dut être en fonction durant le Ier siècle av. J.-C., tout comme d'ailleurs, le Maître de Justice ». Dans ce cas, il n'y a que deux candidats possibles pour ce poste : Hyrcan II et Aristobule II. Pour Wise, Abbeg, Cook, comme Hyrcan  était soutenu par les Pharisiens et qu'Aristobule l'était par les Sadducéens, « si l'on se fonde sur l'anti-pharisianisme des manuscrits, Hyrcan II constitue le meilleur choix pour le prêtre impie ».
Dans ce schéma, « l'Homme de mensonge », le chef des « Chercheurs de flatteries », est un dirigeant pharisien de l'époque Siméon ben Chetah, « un homme connu à la fois pour sa violence et pour le talent avec lequel il imposait ses vues ». Il n'est connu que grâce à la littérature rabbinique ultérieure, mais ces écrits légendés concordent « avec ce que nous savons par Josèphe du pouvoir pharisien ».

##### «Maître de justice»: Honi le traceur de cercles (tué vers 65av. J.-C.)
Certains critiques partisans de ce modèle proposent de voir Honi le traceur de cercles comme le « Maître de justice » de cette époque, alors que d'autres comme Michael Wise, Martin Abegg et Edward Cook n'avancent aucune hypothèse, se contentant de faire remarquer qu'Hyrcan II est le meilleur candidat pour être le « prêtre impie ».

#### La théorie anti-pharisienne
Pour les tenants de cette théorie, les auteurs des manuscrits se définissent avant tout par leur anti-pharisaïsme. « Elle s'opposa à Simon, proche des Pharisiens et à Jean Hyrcan Ier, au début de son règne, alors qu'il gouvernait avec les Pharisiens, mais ensuite la communauté soutint la dynastie hasmonéenne », en particulier lors du règne d'Alexandre Jannée. Pour les tenants de cette thèse, l'Hymne est bien en faveur de ce roi et « l'expression Lion de la Colère du Pesher de Nahum ne serait pas péjorative. » Les auteurs « saluent l'action du roi et se réjouissent de la crucifixion des « Chercheurs de flatteries » », c'est-à-dire des Pharisiens, « qui n'avaient pas hésité à mettre en péril l'indépendance de la Judée, en faisant appel à un roi étranger (« Démétrios, roi de Grèce ») ».

## Croyances
Selon François Blanchetière, qui estime que le Yahad et les esséniens sont le même groupe, « les esséniens sont d'abord et avant tout des Juifs de stricte observance partageant toutes les idées que l'on retrouve dans les Écritures, observant les mizvot, même s'ils ont rompu avec le culte sacrificiel du Temple ». Selon lui, « ils ont développé un ensemble de conceptions et de croyances longtemps demeurées secrètes, du fait que chacun des membres des « Fils de Lumière » s'engageait par serment à ne pas les divulguer en dehors de la "secte", et qui n'ont été révélées qu'à partir du moment où l'on a pu décrypter les manuscrits cachés sur la rive occidentale de la mer Morte ». Ils ont conscience de constituer la communauté de la Nouvelle Alliance renouvelée annuellement (4Q 226, 16-18) et dirigée par un collège sacerdotal au cœur d'un monde déchiré par les deux esprits de la Lumière et des Ténèbres.
Parmi leurs principales convictions, Blanchetière retient : « l'attente des derniers jours et la venue d'un ou deux messies, la croyance dans le libre arbitre, la résurrection des morts, la rétribution finale, le déterminisme et la prédestination, le rejet de l'utilisation de l'huile parce qu'impure, la rupture avec le culte sacrificiel du Temple (Manuel de discipline, 9, 4-5), ils prient tournés vers l'est ». Toutefois d'autres critiques estiment que les auteurs des manuscrits ne semblent pas faire référence à la résurrection.
Selon André Paul, « Les écrits dits de Qumrân attestent eux-mêmes une authentique filière gnostique. L'existence d'un gnosticisme judaïque pré-chrétien était déjà bien admise. On la repérait surtout dans la littérature judéo-grecque ou dans les œuvres d'apocalypse. Désormais, le fait est à même d'être confirmé, précisé et éclairé grâce à certains des textes venus des grottes, annonceurs de la communauté idéale ou témoins de la veine littéraire dite sapientiale. »

## Les Thérapeutes

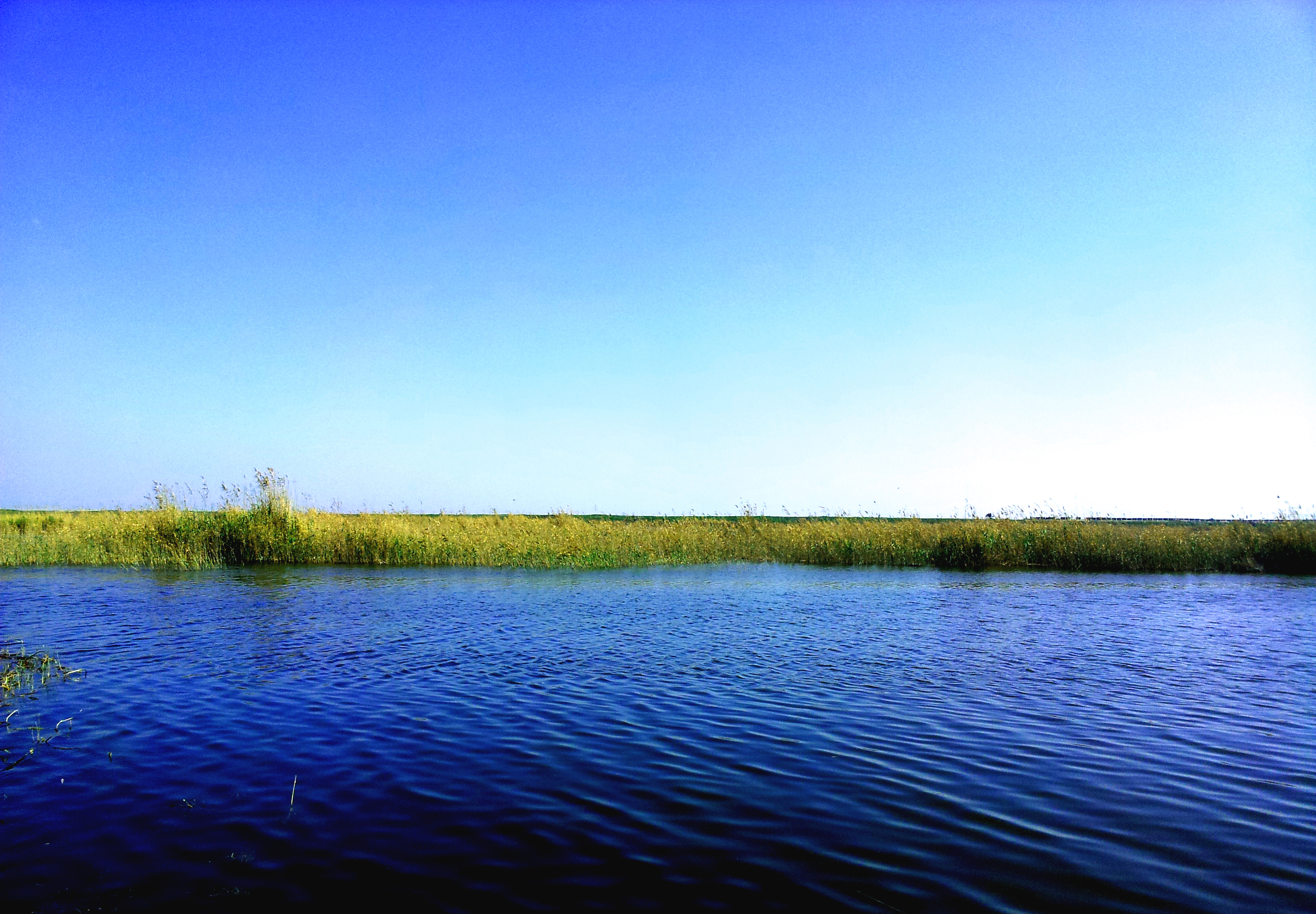
Le lac Maréotis aujourd'hui.

Les Thérapeutes dont parle Philon d’Alexandrie dans la première partie du Ier siècle sont considérés comme apparentés aux esséniens par une partie de la critique. Celle-ci y voit un « essénisme alexandrin »,, même si ces critiques « estiment que les deux mouvements ne sont pas identiques et que leur mise en parallèle ne va pas sans poser nombre de problèmes ». Ils auraient été « répandus par toute l'Égypte » dont une importante communauté composée d'hommes et de femmes vivant au bord du lac Maréotis, près d'Alexandrie.
« Il s'agit vraisemblablement d'un groupement de volontaires qui pratiquent une même règle de vie et sont à considérer comme des disciples accomplis de la loi de Moïse. » Ce sont des Juifs pieux « assez semblables aux lévites car ils vivent, comme eux, en état d'ascétisme et de pureté lorsqu'ils sont en service au Temple de Jérusalem ». Il n'y a aucun esclave dans la communauté. Les repas semblent cultuels et — comme dans les premiers temps de l'Église primitive — le service de table est exercé par des diakonoi (des diacres). Ces servants appartiennent à la catégorie des « jeunes ». Les Thérapeutes renonçaient « à toute propriété : ils distribuaient la totalité de leurs biens à leurs proches ou amis avant d'entrer dans la vie contemplative ». Ils vivaient donc « pauvrement, se contentant d'un manteau en hiver et d'une simple tunique en été ». Ils priaient en commun deux fois par jour, le matin et l'après-midi. À part cela, « la recherche du sens allégorique de l'Écriture sainte » constituait « leur unique occupation ». Ils manifestaient « une véritable vénération pour le shabbat qu'ils spiritualisaient ». Ils observaient eux-aussi un calendrier liturgique différent de celui en usage au Temple de Jérusalem. Pour Simon Claude Mimouni, il s'agit « de personnes extrêmement éduquées, ayant sans doute fait partie de l'élite judéo-grecque d'Alexandrie ».
Il y avait des femmes dans la communauté,. Les Thérapeutes étaient célibataires et la plupart des femmes étaient appelées « vierges âgées ». La virginité était la conséquence du retrait total de la cité. Cette présence féminine « a suscité la curiosité des critiques, qui se sont demandés quelle a dû être leur niveau éducatif et leur connaissance de l'Écriture. »
« Le thème du désert a souvent été mis en rapport avec les Thérapeutes, notamment la retraite et la solitude du prophète chez Philon. » Ce thème occupait une grande place dans la spiritualité juive de l'époque. On le retrouve notamment dans les manuscrits que l'une des tendances d'esséniens a écrits et que l'on a retrouvés dans des grottes à proximité de Qumrân. On trouve ce même thème du désert appliqué à Jean le Baptiste dans les évangiles utilisant d'ailleurs la même citation que le scribe qui semble avoir ajouté cette citation — vraisemblablement au Ier siècle — dans la Règle de la communauté.
Dans son Histoire ecclésiastique, Eusèbe de Césarée, auteur chrétien du IVe siècle, décrit les Thérapeutes de Philon comme les premiers moines chrétiens, identifiant leur renonciation à la propriété, leur chasteté, leurs jeûnes et leurs vies solitaires à l'idéal cénobitique des moines. Pour Eusèbe, les Thérapeutes auraient été parmi les premiers chrétiens convertis par Marc, envoyé de Jérusalem pour répandre le message chrétien. Épiphane de Salamine « rapproche la communauté des Thérapeutes des communautés chrétiennes (Panarion, XXIX, 5, 1-3). Jérôme de Stridon (saint Jérôme) la compare aux premiers monastères et souligne que leur mise en commun des biens rappelle la pratique de la première communauté de Jérusalem (De viris illustribus, 11) ». Pour Simon Claude Mimouni, si les autres Pères de l'Église, comme Épiphane, ou saint Jérôme disent la même chose, c'est parce qu'ils reprennent les informations d'Eusèbe, sans aucune critique. Pour Mimouni, « ces informations sont considérées maintenant comme erronées, mais elles ont été à la source de confusions qui ont duré près d'un millier d'années ». Toutefois, d'autres critiques ne sont pas aussi catégoriques que Mimouni.
Malgré cette exaltation du désert et ce qu'écrivent les Pères de l'Église, Simon Claude Mimouni estime qu'on ignore si le souvenir des Thérapeutes « a réellement influencé les premiers moines chrétiens égyptiens du IIIe siècle comme l'ont pensé Épiphane, Jérôme et bien d'autres après eux ».

## Après leIersiècle
Pour certains chercheurs, le mouvement aurait disparu vers 70. Toutefois, comme le fait remarquer Norman Golb, le texte de Pline l'ancien qui parle succinctement d'une communauté d'esséniens célibataires installés au-dessus d'Engaddi pourrait décrire une situation après la destruction du Temple (70), puisqu'en 77, dans son Histoire naturelle, Pline écrit : « Engaddi, comme Jérusalem, n'est plus qu'un monceau de cendres. » D'autres passages de la description que fait Pline de la Palestine reflètent la situation après l'an 70,.
D'autre part, les esséniens sont mentionnés à plusieurs reprises par les Pères de l'Église. Selon Émile Puech, les esséniens sont aussi connus par les écrits de Dion Chrysostome (IIe siècle) et Hippolyte de Rome (IIIe siècle). Ce dernier leur attribue expressément « la croyance en la résurrection des corps, au jugement final et à la conflagration de l'univers à la fin des temps », alors que Flavius Josèphe les décrit comme croyant que les âmes étaient immortelles, dans une description qui pour André Dupont-Sommer « est tout inspirée d'Homère (Odyssée, IV, 562-568) ». Un texte attribué à Hippolyte de Rome rattache aux esséniens, la secte des Zélotes — dont il précise que certains les appellent Sicaires — qui en serait une émanation tardive et avec laquelle ils refuseraient de frayer. Au IVe siècle, Épiphane de Salamine utilise à plusieurs reprises le nom « Ossaioï » pour désigner les elkasaïtes ou une partie d'entre eux,. Chez Épiphane le nom « Ossaioï » désigne les esséniens, bien que Simon Claude Mimouni estime qu'il faut se méfier des filiations qu'Épiphane donne aux différentes sectes et hérésies. Ainsi, vers l'an 100, le mouvement elkasaïte a probablement été fondé par Elkasaï, qui était un judéo-chrétien ébionite ou nazaréen « à partir d'un groupe juif déjà existant. [Celui-ci] se caractérisant essentiellement par des pratiques baptistes, pourrait être celui des Osséens (c'est-à-dire des esséniens) et aurait été établi vers la fin du Ier siècle en Syrie sous domination parthe ».
À son époque, « Épiphane de Salamine mentionne la présence de communautés elkasaïtes, sous l'appellation d'osséennes et de sampséennes, en Nabathée, en Iturée, en Moabite, en Auriélitide (sud-ouest de Damas) et en Pérée,. » Il indique aussi que le Livre d'Elkasaï a été adopté par les « osséens », les « nasaréens », les nazôréens et les ébionites,.

## Jean le Baptiste et l'essénisme
Si Jean le Baptiste n'apparaît d'aucune façon dans les Manuscrits de la mer Morte, il se pourrait qu'il ait un temps appartenu au groupe des esséniens,, « pour le moins jusqu'à sa vocation (Lc 3,2), lui qui était de famille sacerdotale. Cet apparentement ne peut toutefois être ni récusé, ni confirmé ».
Se fondant sur les écrits de certains Pères de l'Église, sur l'« Écrit de Damas » du mouvement du Yahad et sur les découvertes archéologiques de Claudine Dauphin, François Blanchetière estime que « Kokaba, non loin de Damas a pu constituer l'un des points de contact entre les Esséniens et les proto-nazaréens ». « Reste qu'un essénisme proto-nazaréen demeure, faute de preuves suffisantes, une simple hypothèse » précise-t-il.
Certains chercheurs ont proposé d’identifier les fragments 7Q5 et 7Q4 comme étant des extraits de l'évangile selon Marc et de la première épître à Timothée. Toutefois, ceux-ci ne comportent que moins de cinq morceaux de mots non significatifs et non consécutifs. Cette thèse est donc largement rejetée,. Il a été démontré que l'on pouvait retrouver cet agencement de mots dans de multiples écrits antiques, dont l'Iliade.